# Xanthoconium
Xanthoconium es un género de hongo boleto en la familia Boletaceae. Fue circunscripto por el micólogo Rolf Singer en 1944, quien incluyó Boletus affinis y la que era hasta entonces denominada Gyroporus stramineus como la especie tipo. Estas dos especies eran parte del "extraño grupo de especies descrito por Murrill y Snell como  Gyropori de esporas blancas, y separadas por este último bajo el nuevo nombre genérico Leucogyroporus." C.B. Wolfe describió tres especies de los Estados Unidos en 1987: X. chattoogaense, Xanthoconium montaltoense, y X. montanum. En el 2015, la base de datos de nomenclatura Index Fungorum indicaba siete especies de Xanthoconium.
El concepto de Xanthoconium no ha sido completamente descrito mediante análisis filogenético molecular, pero claramente es un género distinto, separado de Boletus. Sin embargo, se ha comprobado que Xanthoconium separans está más relacionado con Boletus sensu stricto que con Xanthoconium.

## Especies
- Xanthoconium affine (Peck) Singer (1944)
- Xanthoconium chattoogaense Wolfe (1987)
- Xanthoconium montaltoense Wolfe (1987)
- Xanthoconium montanum Wolfe (1987)
- Xanthoconium purpureum Snell & E.A.Dick (1962)
- Xanthoconium separans
- Xanthoconium stramineum (Murrill) Singer (1944)